# 랑제성

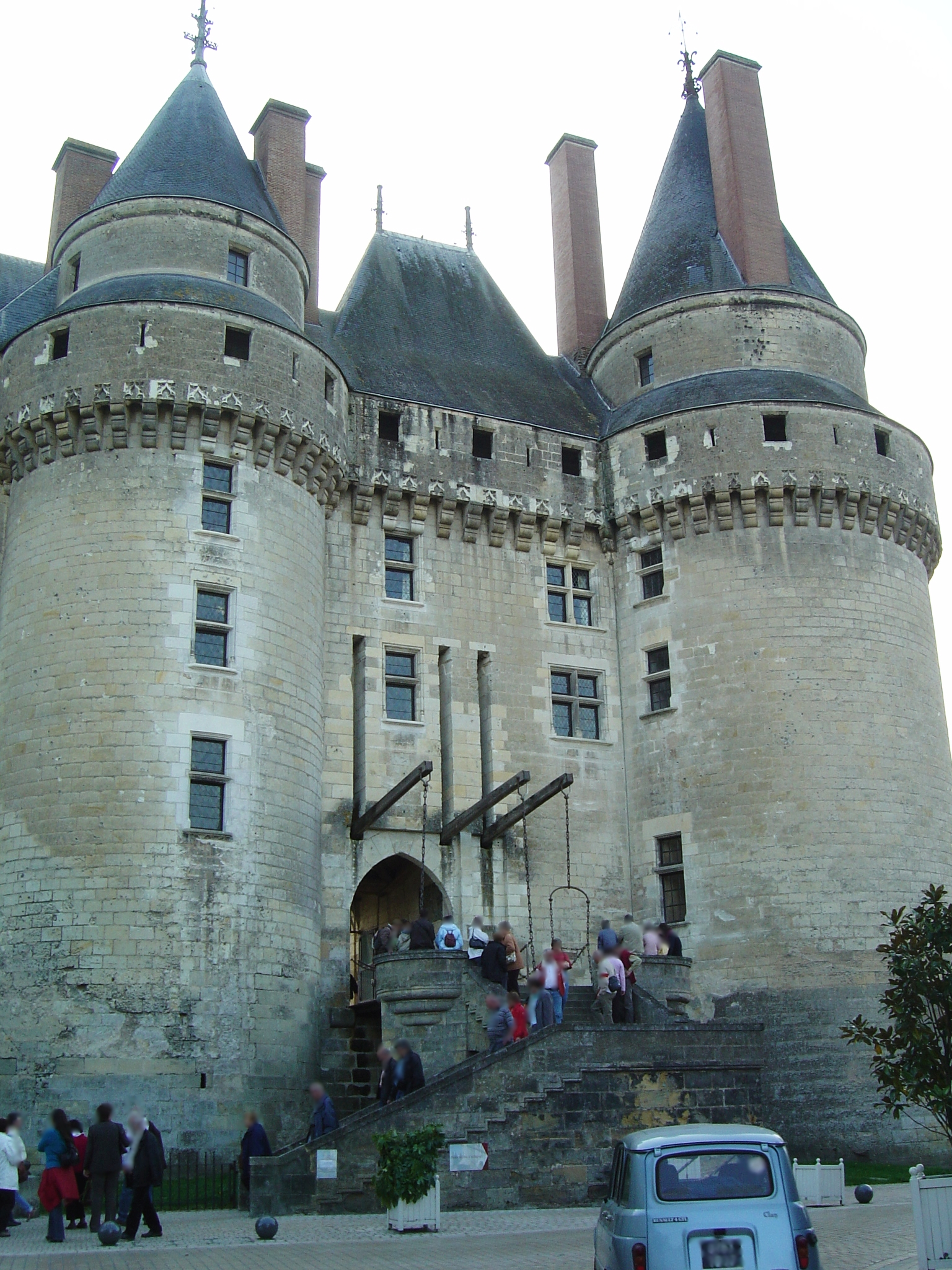
출입구

랑제성(프랑스어: Château de Langeais)은 프랑스 앵드르에루아르주 안에 위치한 성으로, 10세기에 원래 요새로써 폴퀘 네라에 의해 지어졌다. 이곳은 루아르 계곡의 입구 로메르 강의 작은 계곡에 의해 형성된 융기 위에 성이 축성되었다.
앙주 출신의 왕들의 지배 아래 이 성은 잉글랜드의 리처드 1세에 의해 요새화되었고, 확장되었다. 그러나 프랑스의 필리프 2세는 1206년 이 성을 다시 수복하였다. 결국 100년 전쟁 동안, 영국군이 이 성을 거의 완전히 파괴시켰다.
루이 11세는 1465년경에 랑제 성을 재건축시켜서 오늘날 후기 중세 건축물의 잘 알려진 표본 중 하나가 되었다. 이 곳은 특별히 기념비적이고 굉장히 장식이 많이 된 굴뚝 부분으로 유명하다. 랑제 성은 루아르강을 내다보는 절벽에 위치하며, 어둡고 음침해보이지만, 내부의 방들은 호사스럽게 치장되었다.
랑제 성의 대회랑은 브리태니와 프랑스의 영구적인 결합을 위해 1491년 12월 6일 브리태니의 앤과 샤를 8세와의 결혼식이 거행되었다. 그러나 정치적으로 정략된 결혼에 행복해하지 않았던 15세의 앤 공비는 결혼식을 위해 입국하면서, 그녀의 수행원들이 두개의 침대를 가지고 오게 하였다
1886년 자크 지그프리드는 랑제 성을 구입하여, 재보수를 시작하였다. 그는 타피스트리와 가구들의 뛰어난 컬렉션을 설립하였고, 유언으로 프랑스 인스티튜트에 위임하여, 오늘날에도 이를 소유한다. 랑제 성은 대중에게 공개되어 있다.

## 갤러리

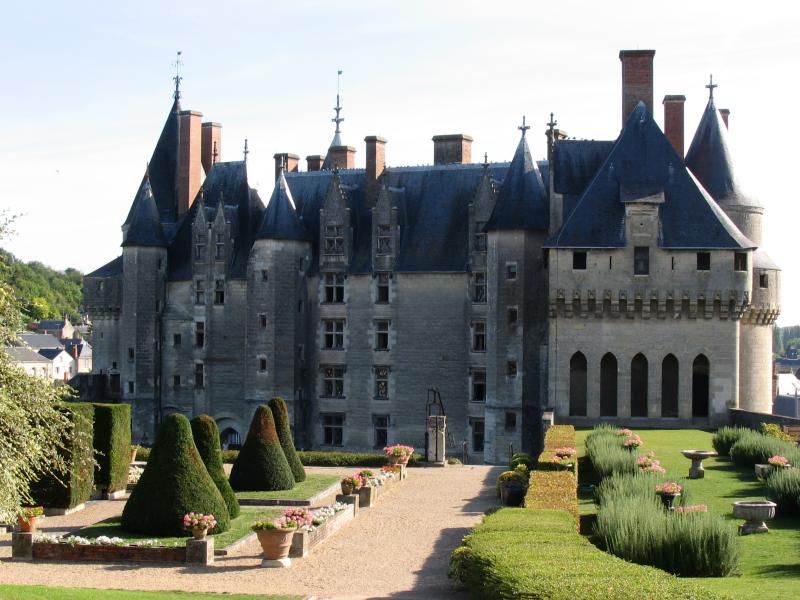
랑제 성
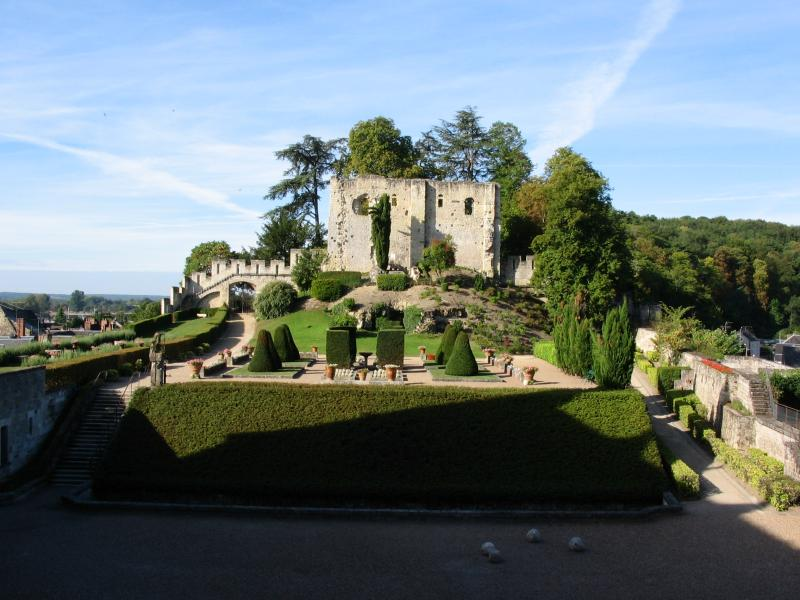
요새

비록 랑제 성이 많은 전쟁들과 논쟁을 겪었으나, 이 성은 오늘날 프랑스 관광에서 아름다운 장소 중 하나로 여겨진다.